# Šavlový tanec
Šavlový tanec (arménsky Սուսերով Պար) je hudební věta závěrečného aktu baletu Gajané arménského skladatele Arama Chačaturjana dokončeného v roce 1942. Skladba evokuje arménský válečný tanec, kde tanečníci předvádí své dovednosti se šavlemi. Ve své střední části vychází z arménské lidové písně původem z Gjumri.
Šavlový tanec se v 60. letech 20. století celosvětově proslavil jako hlavní hudební téma ve slavné filmové komedii Raz, dva, tři režiséra Billyho Wildera.